# Mniobryum perlaxum
Mniobryum perlaxum är en bladmossart som beskrevs av Thériot och Potier de la Varde 1932. Mniobryum perlaxum ingår i släktet Mniobryum och familjen Bryaceae. Inga underarter finns listade i Catalogue of Life.